# 贵州瓜馥木
贵州瓜馥木（学名：Fissistigma wallichii）是番荔枝科瓜馥木属的植物。分布在印度以及中国大陆的云南、贵州、广西等地，生长于海拔1,000米至1,600米的地区，一般生于山地密林中以及山谷疏林中，目前尚未由人工引种栽培。